# Kunitomo Suzuki
Kunitomo Suzuki (鈴木 国友 Suzuki Kunitomo?, Odawara, Kanagawa, 13 de julio de 1995) es un futbolista japonés que juega como delantero en el Tochigi City F. C. de la J3 League.

## Trayectoria

### Clubes
| Club                         | País  | Año       |
| ---------------------------- | ----- | --------- |
| Shonan Bellmare              | Japón | 2018-2020 |
| Gainare Tottori (cedido)     | Japón | 2019      |
| Giravanz Kitakyushu (cedido) | Japón | 2020      |
| Matsumoto Yamaga F. C.       | Japón | 2021-2023 |
| Montedio Yamagata (cedido)   | Japón | 2022      |
| Thespakusatsu Gunma (cedido) | Japón | 2022      |
| Tochigi City F. C.           | Japón | 2024-     |

## Palmarés

### Títulos nacionales
| Título         | Club            | País  | Año  |
| -------------- | --------------- | ----- | ---- |
| Copa J. League | Shonan Bellmare | Japón | 2018 |